# Diasemopsis
Diasemopsis es un género perteneciente a la familia Diopsidae (moscas de ojos saltones). Se encuentran en África subsahariana.

## Especies
- D. aethiopica (Róndani, 1873)
- D. albifacies Curran, 1931 (Central África)[2]
- D. amora Curran, 1931 (Zimbabwe)[2]
- D. apifasciata Brunetti, 1928 (Ghana)[2]
- D. comoroensis[1]
- D. conjuncta Curran, 1931 (Camerún)[2]
- D. dejecta Curran, 1931 (Congo)[2]
- D. disconcerta Curran, 1931 (Liberia, Camerún)[2]
- D. elegantula Brunetti, 1926 (Congo, South Africa)[2]
- D. elongata Curran, 1931 (Liberia, Camerún, Congo)[2]
- D. exquisita Brunetti, 1928 (Sierra Leone, Cote d'Ivoire, Congo)[2]
- D. fusca Lindner, 1954 (Tanzania)[2]
- D. fuscapicis Brunetti, 1928 (Camerún, Gabón)[2]
- D. hirta Lindner, 1954
- D. meigenii (Westwood, 1837)
- D. nebulosa Curan, 1931